# Souvigné (Indre-et-Loire)

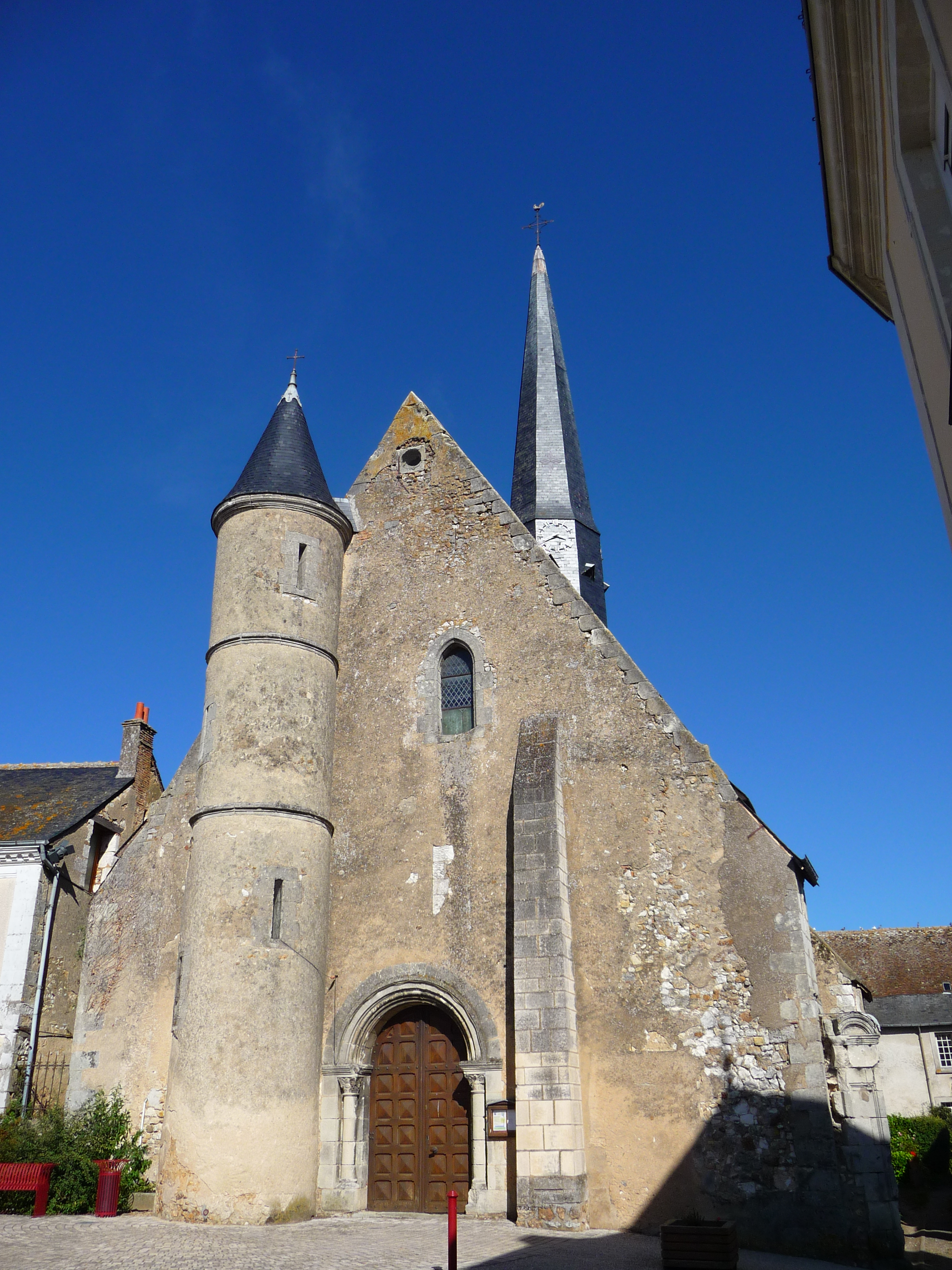
Kerk

Souvigné is een gemeente in het Franse departement Indre-et-Loire (regio Centre-Val de Loire) en telt 554 inwoners (1999). De plaats maakt deel uit van het arrondissement Tours.

## Geografie
De oppervlakte van Souvigné bedraagt 24,0 km², de bevolkingsdichtheid is 23,1 inwoners per km².
De onderstaande kaart toont de ligging van Souvigné (Indre-et-Loire) met de belangrijkste infrastructuur en aangrenzende gemeenten.

## Demografie
Onderstaande figuur toont het verloop van het inwonertal (bron: INSEE-tellingen).